# Illbleed
Illbleed is een videospel voor het platform Sega Dreamcast. Het spel werd uitgebracht in 2001. 